# NGC 4423
NGC 4423 is een spiraalvormig sterrenstelsel in het sterrenbeeld Maagd. Het hemelobject werd op 13 april 1784 ontdekt door de Duits-Britse astronoom William Herschel.

## Synoniemen
- UGC 7556
- MCG 1-32-65
- ZWG 42.107
- VCC 971
- IRAS 12246+0609
- PGC 40801